# 水道橋博士の80年代伝説
『水道橋博士の80年代伝説』は、歌謡ポップスチャンネルで2012年7月6日から2013年1月7日まで放送されたバラエティ番組。

## 番組概要
日本経済が最も元気であった1980年代の様々なサブカルチャーをテーマとするトーク番組である。
MCは浅草キッドの水道橋博士。毎回ゲストを招き当時若者が夢中になっていたカルチャーを話題にトークを展開する。レギュラーコメンテーターに吉田豪、掟ポルシェ、杉作J太郎を迎え、ナレーターを竹内良太が担当する。

## 番組内容
| 放送回数 | タイトル                         | ゲスト               |
| -------- | -------------------------------- | -------------------- |
| 1        | アイドルどっきり(秘)報告         | 太川陽介・石川ひとみ |
| 2        | 歌番組だョ! 全員集合             | 原田真二             |
| 3        | 3年B組に捧げるバラード           | ひかる一平           |
| 4        | 風雲!博士城                      | 松村邦洋             |
| 5        | いかすバンド地獄                 | 大槻ケンヂ           |
| 6        | 南総千葉発見伝                   | 千葉真一             |
| 7        | 演歌の寄り道                     | 吉幾三               |
| 8        | 炎の女子プロレス聖書（バイブル） | 長与千種             |
| 9        | トゥナイトは最高!                | 山本晋也             |
| 10       | 博士のオールナイト               | サンプラザ中野くん   |
| 11       | 伊集院のお笑い研究所             | 伊集院光             |
| 12       | お笑いウルトラ軍団               | グレート義太夫       |

## スタッフ
- 構成：荒川慎司
- ヘアメイク：小田切多喜
- 技術：神保聡史 (CUNEL)、REEF VISION
- 編集：岡田聡
- MA：河合俊治
- 演出補：大野一也
- 協力：オフィス北野、Hotel East 21 Tokyo
- AP：梅澤君枝
- 演出：番場一博
- プロデューサー：伊藤崇（IMAGICA TV）、瀧本圭司
- 制作協力：SEVEN A